# Cem Pamiroğlu
Cem Pamiroğlu (ur. 17 września 1957 w Stambule) – turecki piłkarz występujący na pozycji obrońcy. Trener piłkarski.

## Kariera klubowa
Pamiroğlu karierę rozpoczynał w 1976 roku w Fenerbahçe SK. Przez dziesięć lat gry dla tego klubu, zdobył z nim trzy mistrzostwa Turcji (1978, 1983, 1985), dwa Puchary Turcji (1979, 1983), a także dwa Superpuchary Turcji (1984, 1985). W 1986 roku odszedł do drużyny Sarıyer GK. W 1990 roku zakończył karierę.

## Kariera reprezentacyjna
W reprezentacji Turcji Pamiroğlu zadebiutował 17 kwietnia 1977 roku w przegranym 0:1 meczu eliminacji Mistrzostw Świata 1978 z Austrią. W latach 1977–1984 w drużynie narodowej rozegrał 22 spotkania.